# فرخنده کوهستان تاج‌رگه‌ای
فرخنده کوهی تاج‌رگه‌ای (نام علمی: Dubusia stictocephala) گونه‌ای پرنده نوگرمسیری از تیرهٔ فرخندگان (Thraupidae) است. فرخنده کوهستان تاج‌رگه‌ای تنها در شمال تا جنوب مرکزی پرو یافت می‌شود. فرخنده کوهستانی تاج‌رگه‌ای گاهی به عنوان زیرگونه‌ای از فرخنده کوهستانی سینه‌زرد در نظر گرفته می‌شود، اما در سال ۲۰۲۳ توسط اتحادیه بین‌المللی پرنده‌شناسان به عنوان گونه‌ای دیگر متمایز شده است.